# Setter

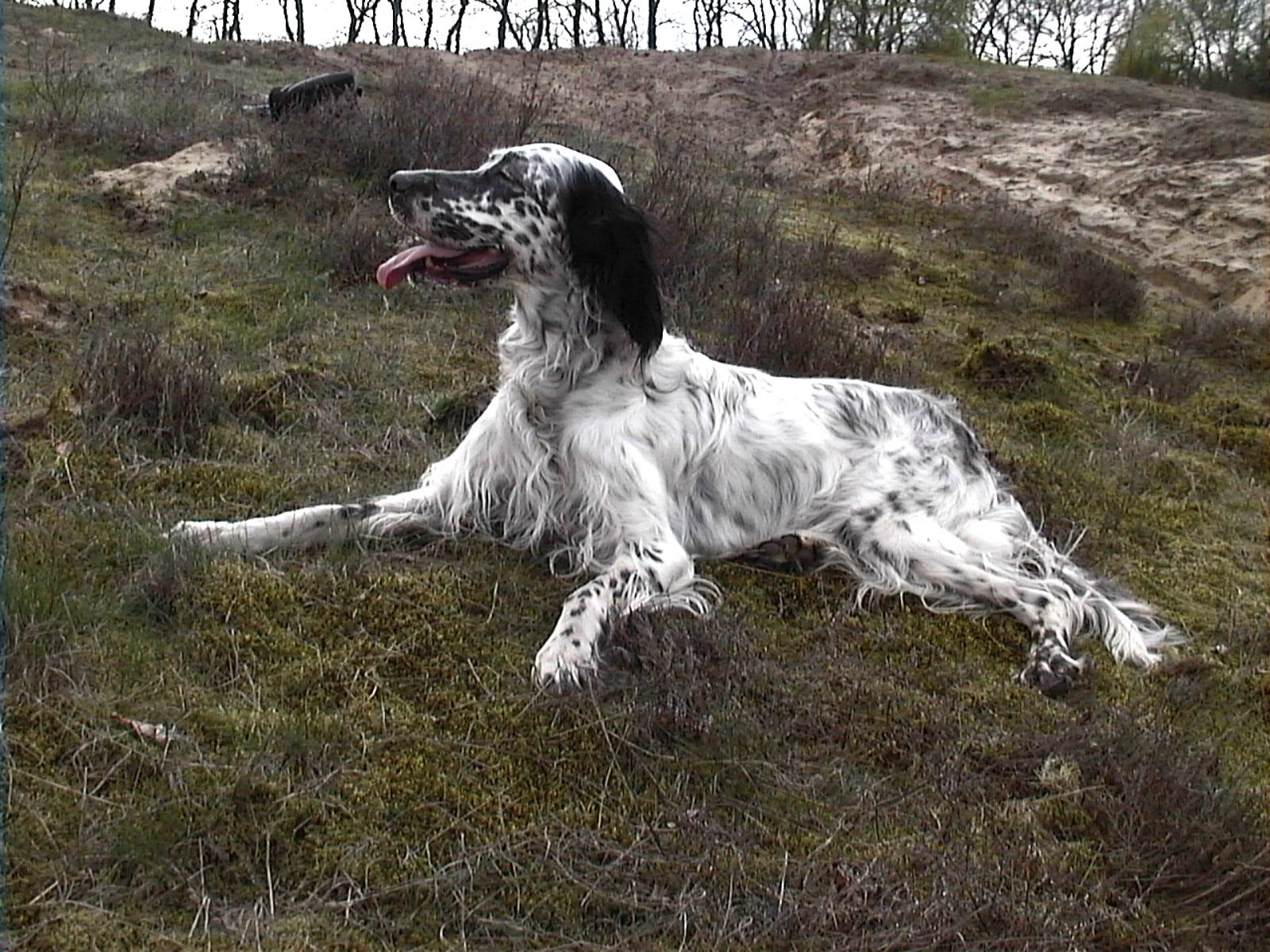
English Setter

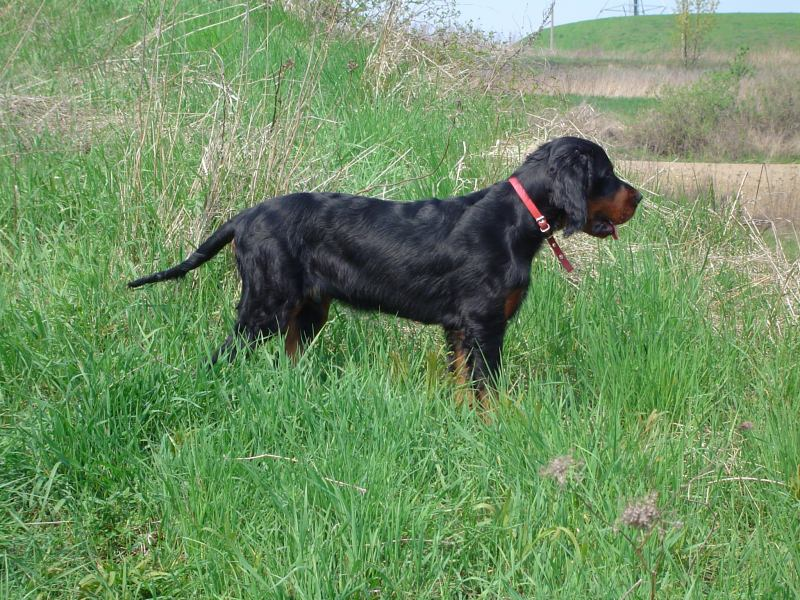
Junger Gordon Setter

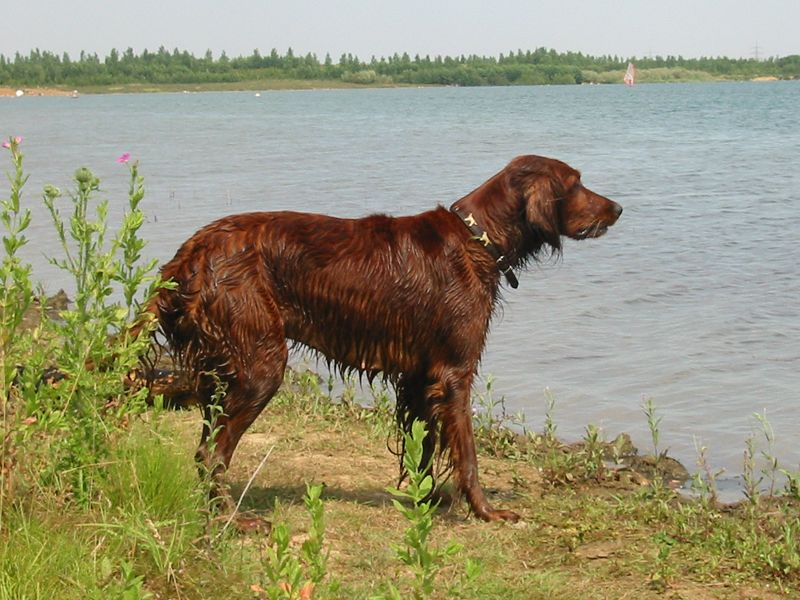
Irish Red Setter

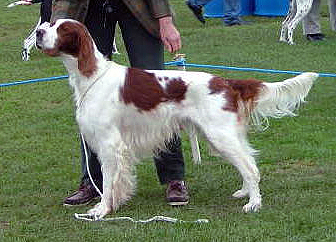
Irish Red and White Setter

Der Setter ist eine historische Hunderasse, die aus dem französischen Epagneul und dem Pointer hervorgegangen ist. Setter zählen zu den englischen Vorstehhunden. Es gibt verschiedene Setterrassen:
- English Setter
- Gordon Setter
- Irish Red Setter
- Irish Red and White Setter

Setterartige Hunde finden schon lange für Jagdzwecke Verwendung. Der Irische, der Englische und der Gordon Setter sind einander ähnlich in Größe und Gestalt, haben aber unterschiedliche Fellfärbungen.

## Geschichte
Der rote Irische Setter stammt von diversen Spaniel-, Setter- und Vorstehhund-Varietäten ab und war ursprünglich ein rot-weißer Hund mit relativ kurzen Läufen. Im 19. Jahrhundert entstand durch Zuchtwahl der rote Setter. Sein Vorfahr, der rot-weiße Irische Setter verschwand im 19. Jahrhundert fast gänzlich und wurde zu Mitte des zwanzigsten Jahrhunderts unter Einkreuzung ausgewählter roter Irischer Setter, die das Blut rot-weißer Irischer Setter in sich trugen, wieder aufgebaut. Ungefähr zur gleichen Zeit wurde der Englische Setter in erster Linie von Sir Edward Laverack gezüchtet, weshalb diese Rasse auch „Laverack Setter“ genannt wird. Der Gordon Setter wurde von den Herzögen von Gordon auf deren schottischem Besitz gezüchtet. Er verdankt seine schwarz-loh-farbene Färbung einem Collie-Vorfahren.

## Charakter
Setter sind im Allgemeinen anhänglich und temperamentvoll. Sie sind nicht immer leicht abzurichten und sollten mit fester Hand geführt werden und viel Auslauf bekommen.